# 앙드레 더 자이언트

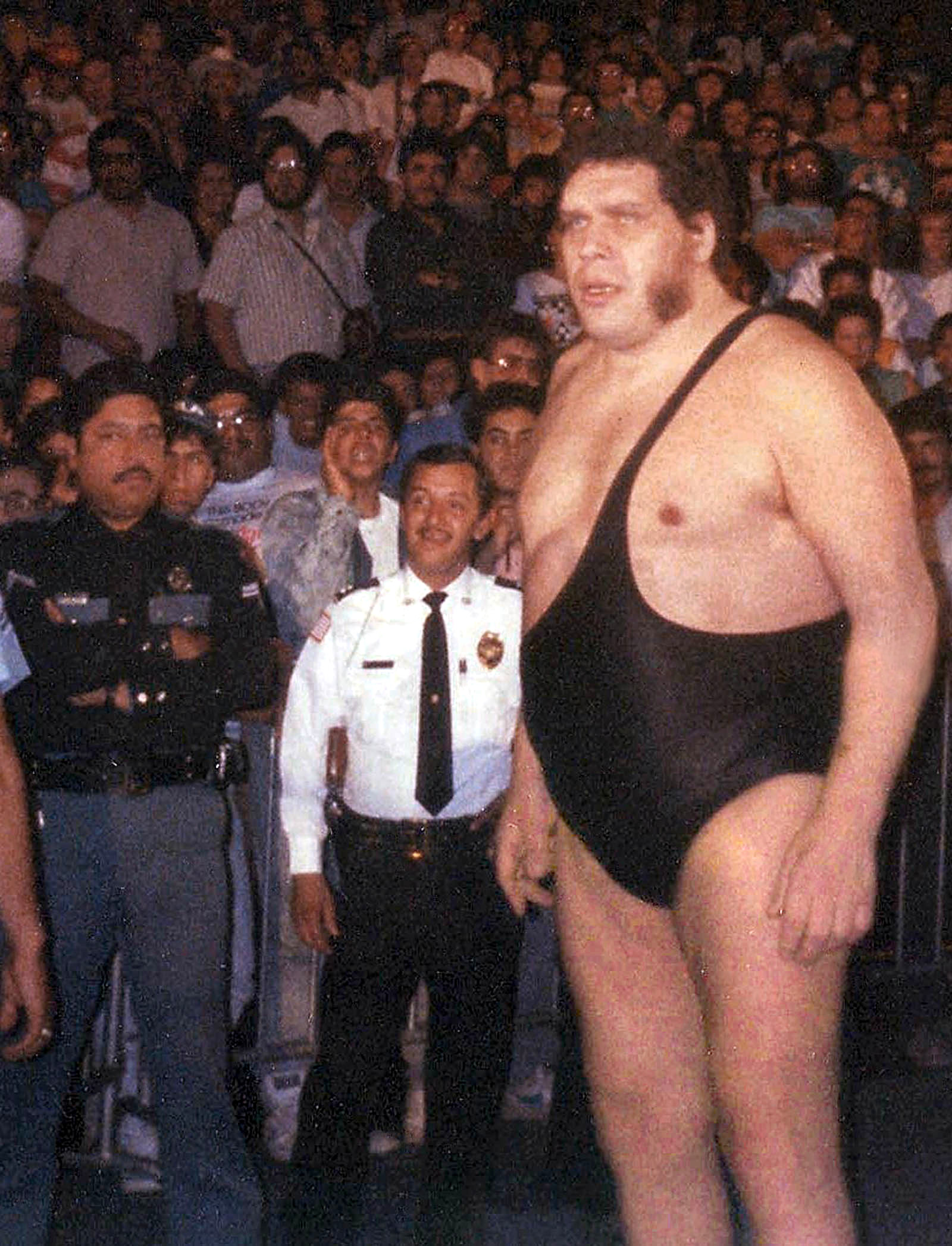
1980년대 후반의 앙드레 더 자이언트

앙드레 더 자이언트(영어: André the Giant, 본명 앙드레 르네 로시모프(André René Roussimoff)1946년 5월 19일 ~ 1993년 1월 27일)는 프랑스의 남자 프로레슬링선수로 1964년 프로레슬링 입문했고 1992년 프로레슬링에서 은퇴했다. 전성기 기준 프로필 신장 224cm에 실제 체중 236kg의 거대한 사나이였다. 물론 다른 거인 레슬러들이 그렇듯 이 역시 과장된 신체 스펙이며, 전성기시절의 실제신장은 218cm, 실제체중은 오히려 저것보다 더 나갔을 것으로 추정하고 있다. 앙드레 더 자이언트보다 체격이 더 큰 레슬러는 아르헨티나 출신의 호르헤 곤살레스 정도에 불과했다. 말년에는 척추와 고관절 수술로인해 체격이 많이 작아졌다고 한다. 그가 이런 거대한 체격을 가질 수 있었던건 거인병때문이었지만 그의 어마어마한 주량과 식사량도 이에 한 몫 하였다. 레슬매니아3때 헐크 호건에게 패배하기 전까지 무려 15년 가까이 무패 행진을 거듭해온 것으로도 유명하다. 헐크 호건과 마찬가지로 그가 WWE와 다른 프로 레슬링단체에 남긴 업적과 발자취는 매우 크다. 레슬매니아 3에서 그와 헐크 호건이 맞붙은 경기는 현재까지도 WWE가 선정한 최고의 명경기로 손꼽히고 있다. 피니쉬는 싯다운 스플래쉬 더블 언더훅 수플렉스, 엘보우 드롭이다.
한 때 갑부 레슬러인 테드 디비아시에게 돈으로 매수되어 그와 태그 팀을 이루기도 했다.
대중들에게 한동안 그는 온화하고 친절한 성격을 가진것으로 알려졌으나, 후에 밝혀진 사실로는 매우 신경질적이고 거친 성격을 기진데다가 자기애적인 성격도 강하고 동업자 정신도 부족해 다른 레슬러들을 배려해 주지않는 이기적인 성격을 가진것이 확인되었다. 적어도 여자나 아이들에게는 온화하고 친절했을것으로 추정된다.

## 수상
- 1970년 IWA 월드 태그팀 챔피언
- 1978년 NWA 오스트라-아시안 태그팀 챔피언
- 1978년 NWA 유나이티드 스테이츠 태그팀 챔피언 (트라이 스테이트 버전)
- 1981년 NWA 플로리다 태그팀 챔피언
- 1988년 WWE 챔피언
- 1989년 WWE 월드 태그팀 챔피언 (구 버전)
- 1993년 WWE 명예의 전당 헌액

## 사망
1993년 1월 27일 새벽 수면중 심장마비로 조용히 세상을 떠났다. 향년 46세 (대부분의 사람들은 그의 사망이유가 단순한 거인병 때문이라고 생각하지만 그의 정확한 사망원인은 거인병으로 인한 심장마비다.)

## 사후
사망한 그를 영원히 추모하고 기억하기 위해 사람들은 1993년도에 그를 최초로 WWE 명예의 전당에 헌액시켜 주었다.
이 전통은 지금까지도 이어져 내려오고 있다. 또한 2014년에는 WWE는 1년에 한번 개최하는 레슬매니아에서 그를 추모하기 위한 경기이자 로얄 럼블과 동일한 룰인 앙드레 더 자이언트 기념 배틀 로얄을 신설하였다.
그의 재산은 무남독녀 로빈 크리스텐센 로시모프(1979년~)가 전액 상속받았다. 로빈은 아버지와는 달리 거인증이 아니며 여자로서는 큰 덩치이지만 정상인이다. 키 183cm에 몸무게 100kg이다.